# American Movie Awards
Gli American Movie Awards sono dei premi per onorare l'eccellenza nel cinema.

## Storia
Nel 1980 la National Association of Theatre Owners ha avviato gli American Movie Awards, che si tenevano al Saban Theatre di Beverly Hills, California; andarono in onda sul canale statunitense NBC ed i vincitori erano votati dai proprietari delle catene cinematografiche. Per difficoltà legali nel 1981 i premi non furono presentati e nel 1982 si svolse la seconda edizione. Gli American Movie Awards si fermarono a causa della forte concorrenza di altri premi cinematografici. L'evento è stato rilanciato nel 2013 con una particolare attenzione ai film indipendenti.

## Vincitori

### 1980
- Miglior film: Rocky II
- Miglior attore: Alan Alda (La seduzione del potere)
- Miglior attrice: Sally Field (Norma Rae)
- Miglior attore non protagonista: Robert Duvall (Apocalypse Now)
- Miglior attrice non protagonista: Meryl Streep (Il cacciatore)
- Miglior regista: Michael Cimino (Il cacciatore)
- Miglior Sceneggiatura: Sindrome cinese
- Miglior canzone originale: Every Which Way but Loose (Filo da torcere)
- Star femminile preferita: Jane Fonda
- Star maschile preferita: Burt Reynolds
- Premio speciale: Clint Eastwood

### 1982
- Miglior film: I predatori dell'arca perduta
- Miglior attore: Henry Fonda (Sul lago dorato)
- Miglior attrice: Katharine Hepburn (Sul lago dorato)
- Miglior attore non protagonista: John Gielgud (Arturo)
- Miglior attrice non protagonista: Jane Fonda (Sul lago dorato)
- Miglior regista: Steven Spielberg (I predatori dell'arca perduta)
- Miglior Sceneggiatura: I predatori dell'arca perduta
- Miglior canzone originale: Endless Love (Amore senza fine)
- Star femminile preferita: Sally Field
- Star maschile preferita: Alan Alda
- Premio speciale: John Williams
- Premio speciale: Hal B. Wallis
- Premio speciale: Warren Beatty (Reds)

### 2014[2]
- Gran premio della giuria: Magic Magic
- Premio speciale: The Woodsman and The Farmer
- Premio speciale: Femme - Women Healing the World
- Miglior lungometraggio narrativo: Another Sertao
- Miglior cortometraggio narrativo: Living Memories
- Miglior documentario: Soldiers' Sanctuary
- Miglior documentario corto: Simple As That
- Miglior film d'animazione: Payada pa' Satan
- Miglior film straniero: Break-Up
- Miglior film studente: Enlightenments
- Miglior film sperimentale: Muve
- Miglior regia lungometraggio: 3:13
- Miglior regia opera prima: Vinod Bharathan (Karma Cartel)
- Miglior videoclip: Korn - Love & Meth
- Miglior fotografia: Don't Ask Questions
- Miglior montaggio: All About Me
- Miglior scenografia: Korn - Never Never
- Miglior sceneggiatura prodotta: Crisis
- Miglior attore: Gianpiero Alicchio - L'appuntamento
- Miglior attrice: Lea Thompson - The Trouble With the Truth
- Miglior attore non protagonista: Jared Ward - Check Please
- Miglior attrice non protagonista: Cooper Shaw - Belleville

### 2015[3]
- Gran premio della giuria: Tom's Restaurant - A Documentary About Nothing Everything (Director: Gianfranco Morini)
- Premio speciale: Snowflake
- Premio speciale: Suparhearo: A True Tail By Chance
- Miglior lungometraggio narrativo: The Stalker Cycle
- Miglior cortometraggio narrativo: If The Trees Could Talk
- Miglior documentario: Beauty and the Breast
- Miglior documentario corto: The Urban World
- Miglior film d'animazione: The Umbrella Factory
- Miglior film straniero: Journey to Mt. Fuji
- Miglior film studente: The Last Human
- Miglior film sperimentale: Icarus - Casting from the Clouds
- Miglior regia lungometraggio: Let's Play Ghost
- Miglior regia opera prima: Greece
- Miglior videoclip: The Ramona Flowers Tokyo
- Miglior fotografia: Decay
- Miglior montaggio: The Box
- Miglior scenografia: You Can't Stop Me
- Miglior sceneggiatura prodotta: Get it Together
- Miglior episodio pilota: Todd and Anne: Water in the Pot
- Miglior trailer: Break The Rock Concept Trailer
- Miglior attore: Stelio Savante - Once We Were Slaves
- Miglior attrice: Tracy Middendorf - Snowflake
- Miglior attore non protagonista: Roberto D'Antona - Insane
- Miglior attrice non protagonista: Cassidy Stone - Focus

### 2016[4]
- Premio speciale: Intersection
- Premio speciale: Along The River (cortometraggio)
- Premio speciale: Shelter in the City (documentario)
- Miglior lungometraggio narrativo: American Bred
- Miglior cortometraggio narrativo: Bound for Greatness (cortometraggio)
- Miglior documentario: The No Hand King
- Miglior cortometraggio documentario: Reinventing the Reel
- Miglior film d'animazione: September Sketch Book
- Miglior film straniero: The Stranger
- Miglior film di uno studente: You Can Play
- Miglior film sperimentale: Echoes of Time
- Miglior regia: Bradley Stryker (Land of Smiles)
- Miglior regia opera prima: Natasha Dematra (Tears Of Ghost)
- Miglior videoclip: Stiff Arm
- Miglior fotografia: The Circle Park
- Miglior montaggio: Diego Fiori, Olga Pohankova (Die Wörter hören das Licht)
- Miglior scenografia: Pressure-Man
- Miglior sceneggiatura: Chris Caccioppoli (East of Hollywood)
- Miglior episodio pilota: Lilac
- Miglior trailer: The Plague Doctor
- Miglior attore: Alex Kruz (Promisiunea)
- Miglior attrice: Constance Ejuma (Ben & Ara)
- Miglior attore non protagonista: Harry Lennix (Timeless)
- Miglior attrice non protagonista: Polly McKie (One Second Changes Everything)